# Laurent Pieri
Pour les articles homonymes, voir Pieri.
Laurent Pieri (né le 6 avril 1964 à Charleville dans les Ardennes) est un coureur cycliste français, professionnel en 1991,.

## Palmarès
- 1988
  - Grand Prix Rustines
- 1989
  - Championnat des Flandres françaises
  - La Tramontane
  - Grand Prix de Monpazier
  - 3e du Circuit méditerranéen
- 1990
  - Grand Prix Gabriel Dubois
  - Une étape du Tour de la Somme[3]